# دیو آلن (بازیگر)
دیو آلن (به انگلیسی: Dave Allen) (زاده ۱۹۵۸) بازیگر آمریکایی است.
از فیلم‌های معروف او می‌توان به بازی در ورونیکا مارس، ویدئوی سکس اشاره کرد.